# シーラカンス (漫画)
『シーラカンス』は、霜月かよ子による日本の漫画作品。『別冊フレンド』（講談社）にて2008年1月号から8月号まで連載されていた。単行本は全2巻。
タイトルは暗喩であり、化石・生物のシーラカンスとは関連がない。

## あらすじ
複雑な家庭環境で育った高校生の久乃。ある日、自分が通う高校の教師が殺された。学校中が騒然とする中、久乃は冷静だった。
その夜、久乃は一人の青年と出会う。彼・雪成の持ち物から、彼が、10年前自宅アパートで起こった事故現場から走り去っていった少年だと確信する。
彼があの事件の犯人なのか……!? 疑心暗鬼になりながらも、久乃は彼に惹かれていく気持ちを抑えられない。

## 登場人物
里見 久乃（さとみ ひさの）
高校生。学級委員。周囲からはクールな性格だと思われている。複雑な家庭環境で育ち、現在は血のつながらない義母と義弟2人と暮らしている。
自分以外には見えない、自身の言動を非難する謎の羊が見える。
柳 雪成（やなぎ ゆきなり）
20歳。10年前の事件に関わっているらしい青年。幼い頃、母親から虐待をされていた。
小原 健太郎（こはら けんたろう）
久乃の同級生で、同じく学級委員。久乃のことが好き。叔父はフリーのジャーナリストで、10年前の事件を調べたこともある。
清水 来実（しみず くるみ）
21歳。医学部に首席で合格した現役の医学生。雪成と親しい。10年前の事件の関係者。
里見 波恵・陸・勇（さとみ なみえ・りく・ゆう）
久乃の実父の再婚相手とその連れ子。陸は小学生、勇は3,4歳。

## 書誌情報
- 霜月かよ子『シーラカンス』 講談社〈講談社コミックス別冊フレンド〉、全2巻
  1. 2008年5月13日発売、ISBN 978-4-06-341576-6[1]
  2. 2008年9月12日発売、ISBN 978-4-06-341591-9[2]